# くさび
くさび（楔）とは、隙間に打ち込んで材料を割ったり固定したりするのに用いる一端を薄く尖らせた道具。箭（や）ともいい、楔で材料を割ることを箭割ともいう。

## 石材の加工
古代エジプトの石材の切り出しには、銅製のこぎり、のみ、木製くさび、石製ハンマーなどが用いられたとされる。ただし、木製くさびの有効性を疑問視する見解もあり、玄武岩を球形に加工したものをハンマーとして用いたとする説もある。

## 木材の加工
木材に楔や楔型の割り鑿（のみ）を打ち込んで木目に沿って切断する方法を打ち割り法という。打ち割り法による製材は、ヒノキやスギなどで木目がまっすぐに伸びているものに限られるが、迅速で、木目に沿って切断するため材に狂いが生じにくい利点がある。

## 材料の固定
- 石橋ではアーチ状の石組みの最上部に楔型の石をはめ込んで全体を安定させているが、この石をキーストーン、日本語では要石（かなめいし）または楔石（くさびいし）という[4]。
- 太鼓で皮を張る際に外周の締めひもの間にくさびを入れて強く張るようにしたものをクサビ締め太鼓といい、日本では奄美諸島（奄美大島のチヂンなど）に残るほか、韓国の済州島、中国とタイのヤオ族、タイのアカ族、インドなどにみられる[5]。

## ギャラリー

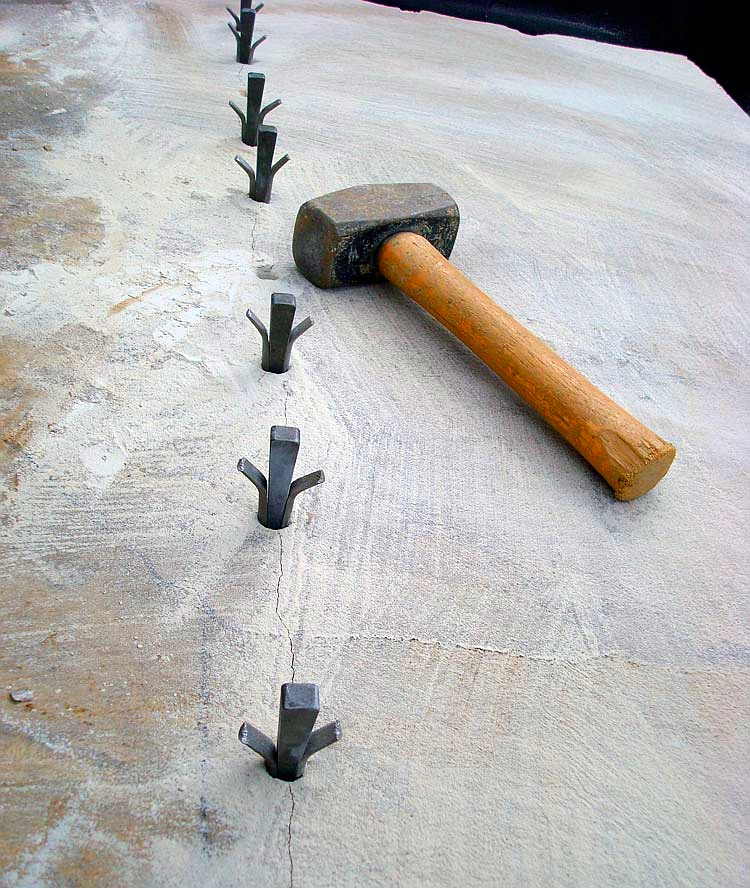
石切り
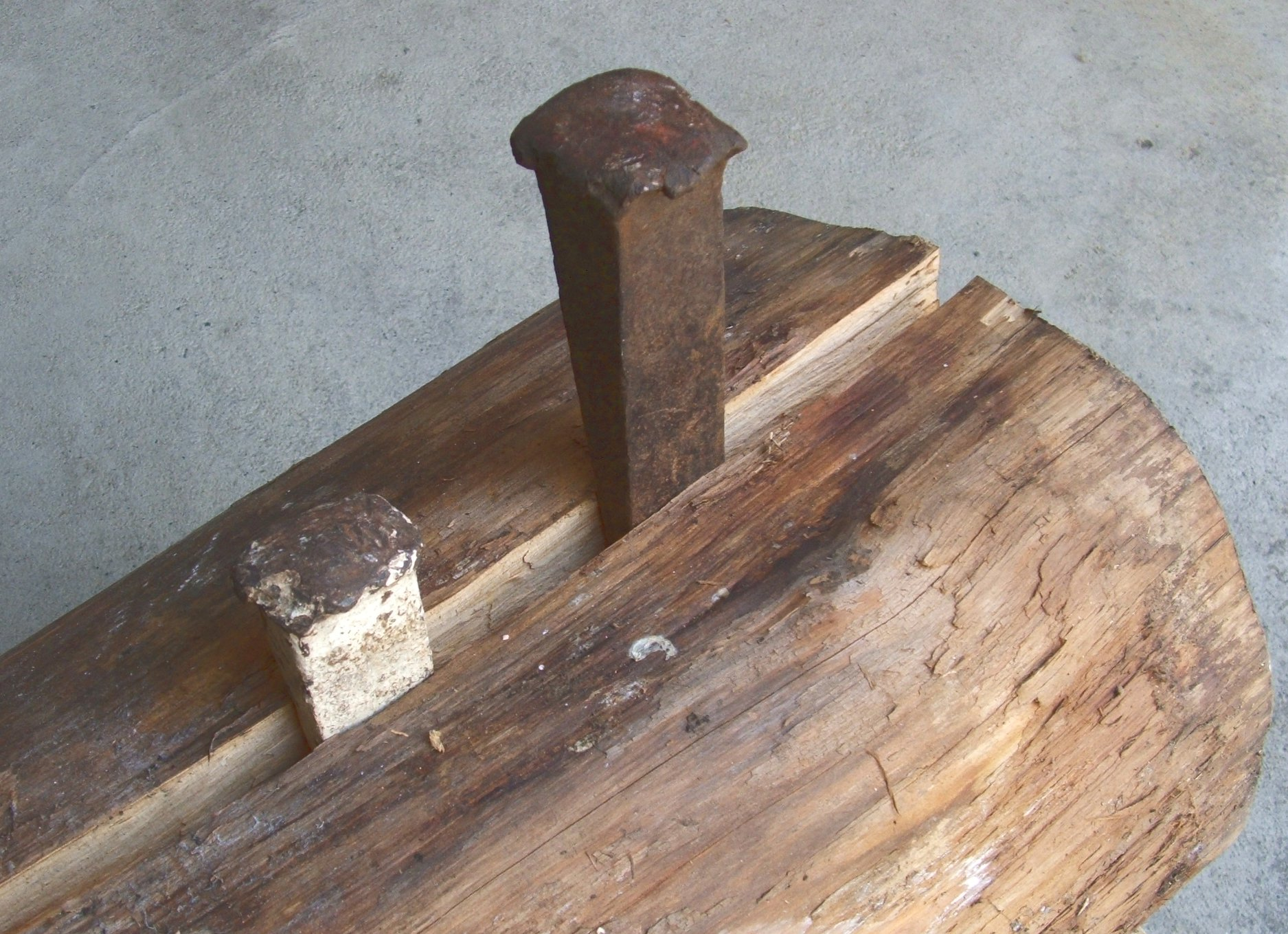
木割り
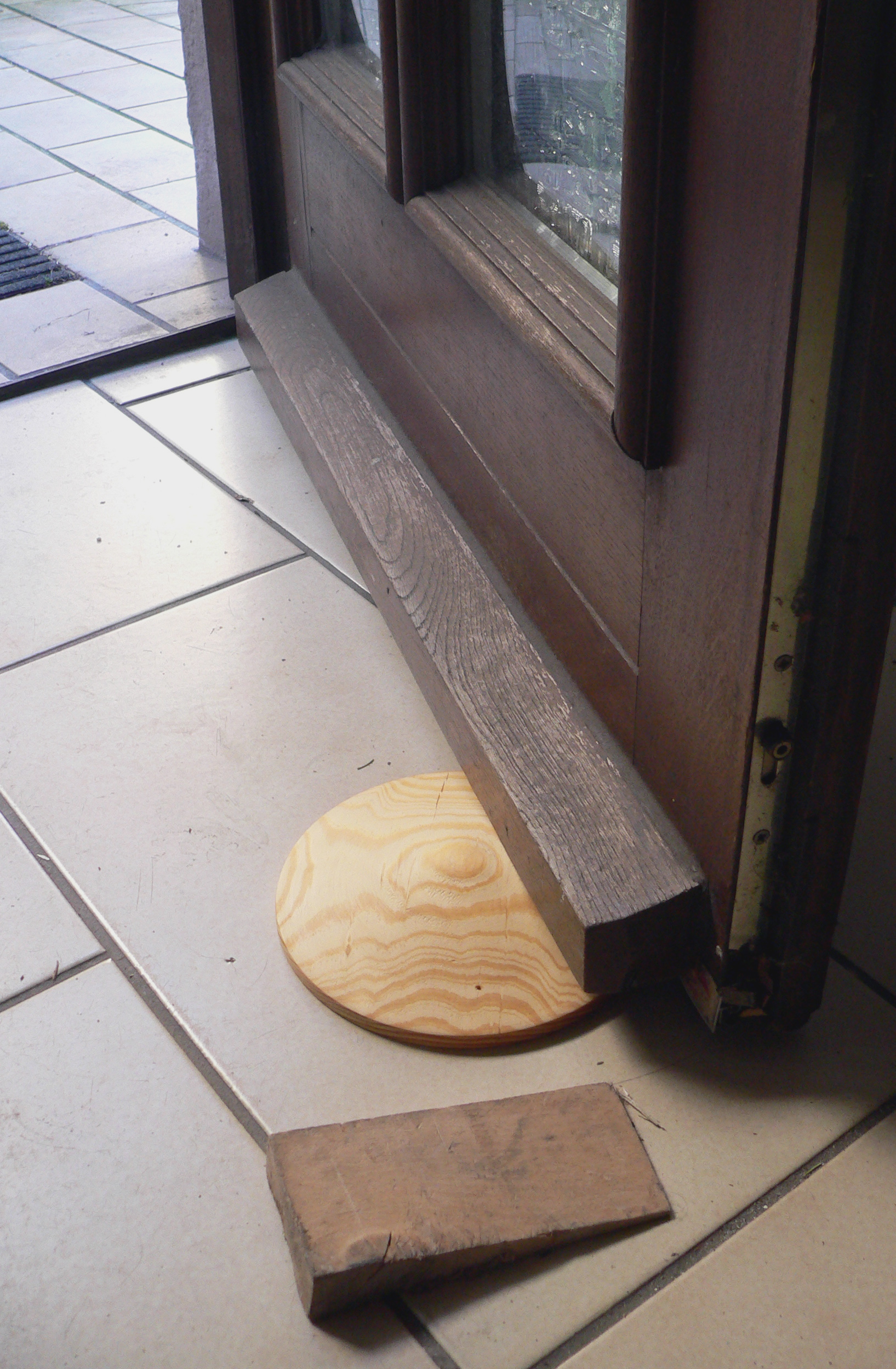
ドア止め

## 修辞表現

### くさび
修辞技法としては、割る意味で用いられることが多く、例えば、仲の良い両者の関係を悪くするような場合に「二人の間にくさびを打ち込む」などと使われる。

### ウェッジ
三角形の形状の表現として、くさび形・ウェッジシェイプとして用いられる。靴底の一種としてウェッジソール（ウェッジヒール）などがある。

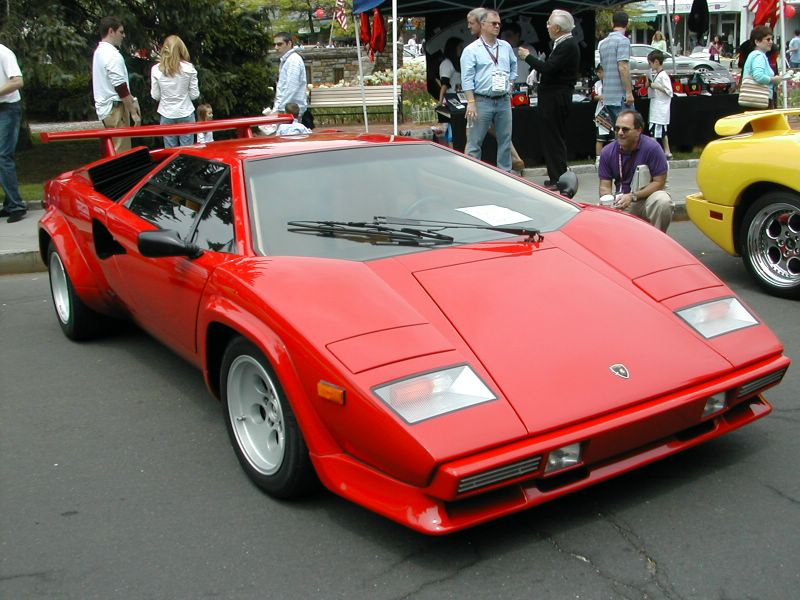
ランボルギーニ・カウンタック
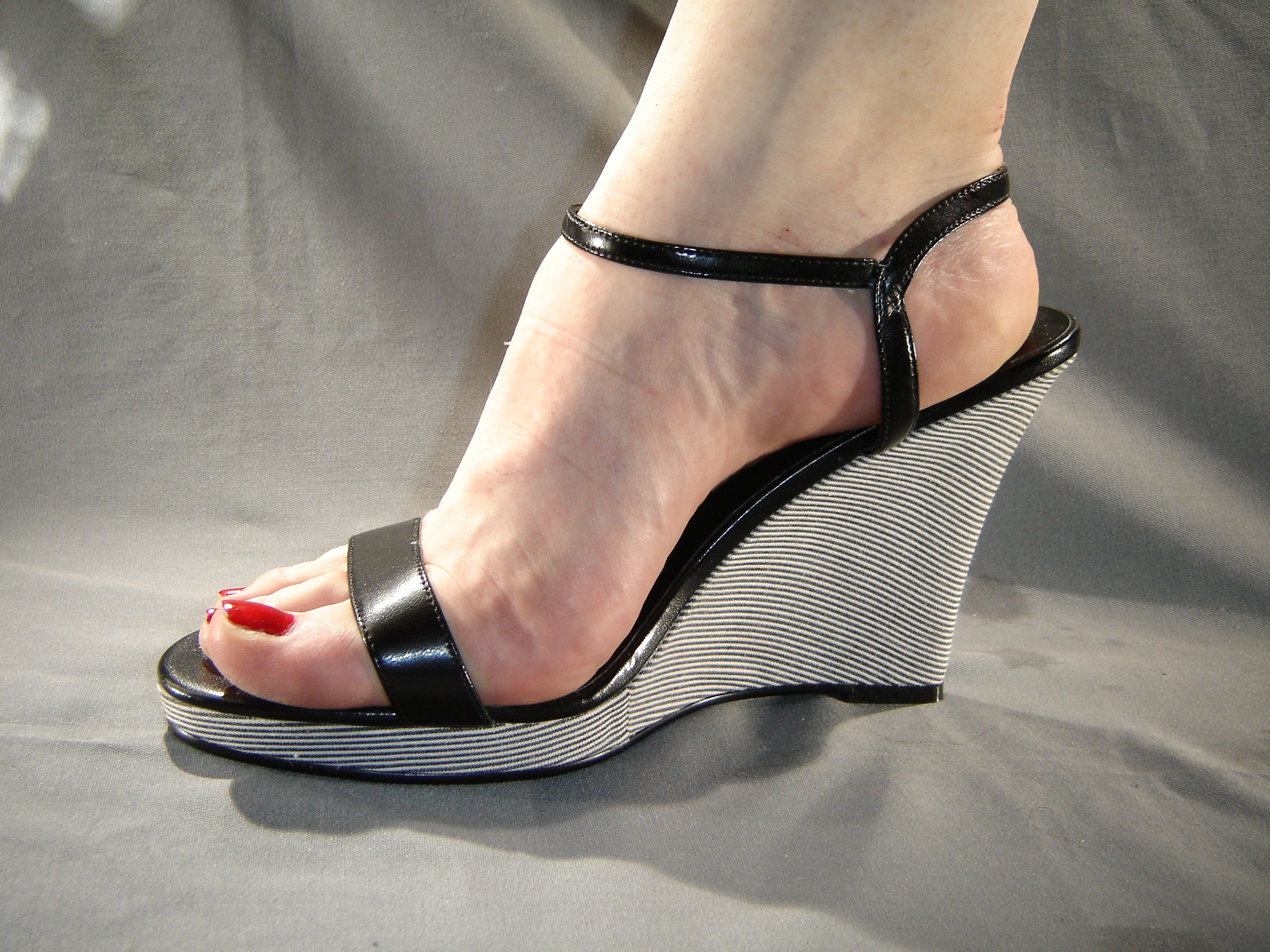
ウェッジヒール
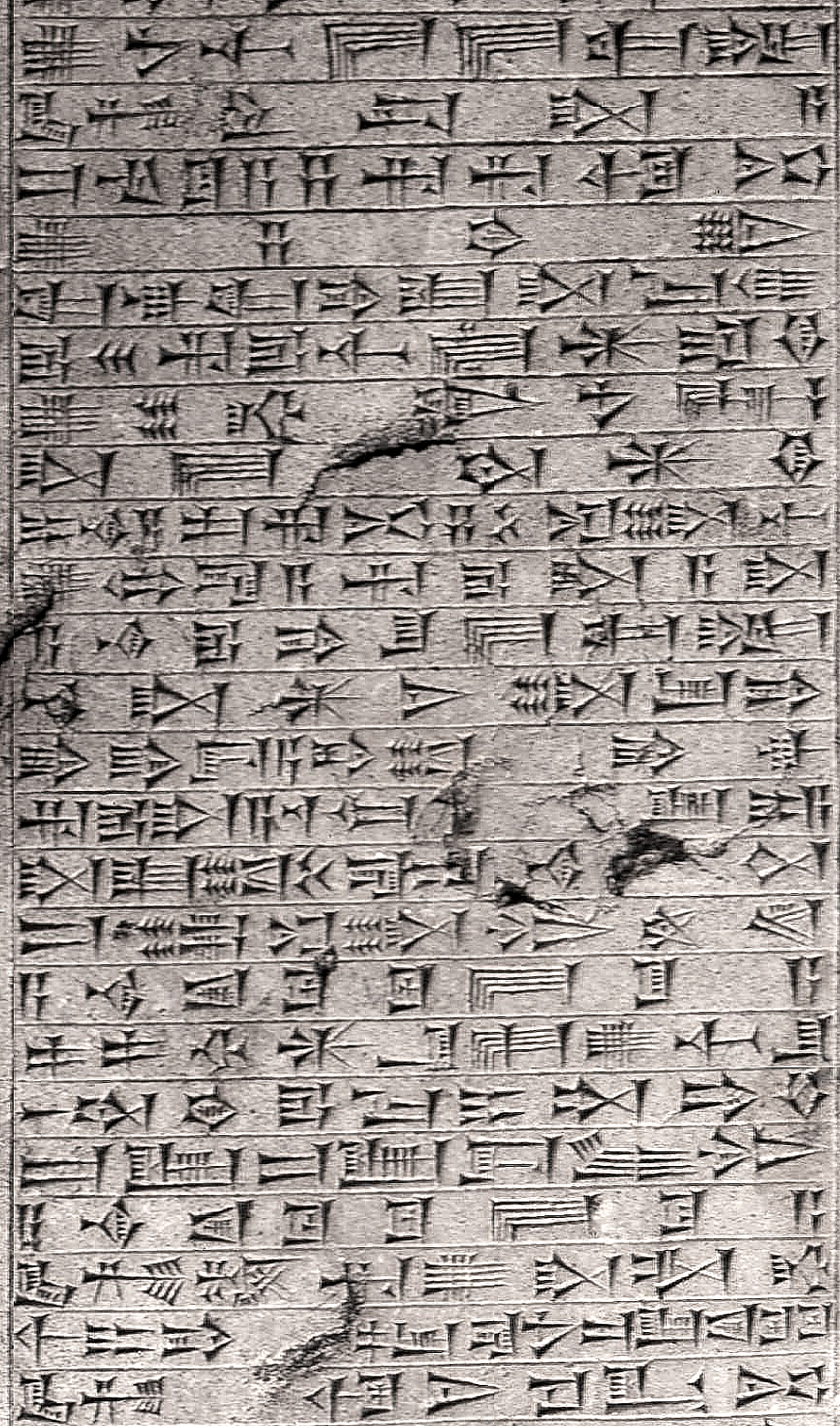
楔形文字